# Fiat Polski 621
Le Fiat-Polski 621 était un petit camion à usages multiples fabriqué en Pologne par Fiat Polski entre 1935 et 1939, sous licence Fiat V.I. Italie.
Ce petit camion était directement dérivé du fameux modèle Fiat 621 qui bénéficiait d'une charge utile importante, pour l'époque, de 2,5 t. Le Fiat 621 connaîtra un très gros succès commercial tant en Italie que dans bien d'autres pays comme en Pologne et en Russie où presque 50 000 exemplaires, sous différentes versions, parmi lesquelles une électrique et une à gazogène.
La version de base du Fiat 621 était dotée d'un moteur Fiat 122 à essence, 6 cylindres de 2 516 cm3 et 45 ch avec des soupapes latérales.
Le Fiat 621 sera le premier camion vendu avec une cabine fermée.

## Version polonaise

### Histoire
Source.
Au début des années 1930, dès sa mise en production, il s'avéra que le camion Ursus A n'était pas le mieux adapté pour répondre aux besoins de l'armée polonaise alors qu'il avait été choisi par ces mêmes officiers haut gradés. Le gouvernement décida de rechercher une entreprise produisant des véhicules automobiles, voitures particulières et camions, dont les produits pourraient mieux répondre à toutes les exigences de l'armée. Après moult consultations et tests, la société italienne Fiat SpA a été retenue et un important contrat a été signé pour la production de plusieurs modèles de véhicules en Pologne. L'accord avec Fiat a été signé le 21 septembre 1931 par l'entreprise publique PZInż, subordonnée au ministère des Affaires militaires.  Le contrat avait une durée de dix ans et concernait la production des véhicules Fiat 508, 621L et 621R.  Les Fiat Polski 621 ont commencé à être produits en série dès le début de l'année 1935 et leur production s'est poursuivie sans interruption jusqu'au déclenchement de la Seconde Guerre mondiale.
Ces camions ont été construits sur le site de la "Fabryka Samochodów Osobowych i Półwojenarowych PZInż" sous forme de véhicules complets mais aussi de châssis cabine complet destinés à des carrossiers spécialisés locaux.
Au total, 5 500 Fiat Polski 621 ont été produits sous différentes versions, 3 900 modèles Fiat Polski 621 L et 2.850 châssis de type 621R pour autobus. On doit ajouter 350 véhicules tout-terrain ainsi que 350 châssis pour être transformés en WZ.34 et C4P, half-track militaire. Le Fiat Polski 621 a été fabriqué en version fourgon et en camion de chantier, camion citerne TKS d’une capacité de 1 800 litres et camions de lutte contre l'incendie. L'armée a également monté des canons anti-aériens 75 mm sur les modèles nommés WZ.14 Tur. Son prix, en 1939, était de 10 500 zlotys.
Les véhicules étaient, au début, assemblées avec des composants italiens, mais rapidement remplacés par des produits de production nationale dès le second semestre de la même année, 13,7 % seulement des pièces provenaient d’usines étrangères. Quatre ans plus tard, ce pourcentage était tombé à 10 %, les éléments de base importés n'étaient alors que des carburateurs et des roulements à billes. La plupart des composants du camion étaient livrés à PZInż pour être aussi montés sur d'autres véhicules par des partenaires nationaux spécialisés.
Les moteurs Fiat 122B polonais équipant également nombre d'autres camions polonais comme les modèles TKS, TKF et C2P. Les Fiat Polski 621, toutes versions confondues, ont été réquisitionnés le 1er septembre 1939 par l'armée polonaise.

### Fiat Polski 621
Le Fiat 621 a été construit sous licence en Pologne par Fiat Polski entre 1935 et le début de la guerre en 1939, date à laquelle l'armée allemande réquisitionna les usines Fiat Polski et PZinz. Avant la guerre, ce sont 10 200 exemplaires du Fiat 621 qui ont été fabriqués plus 2 800 exemplaires en version carrosserie autobus 621R.
Les modèles produits étaient composés de deux versions :
- 621L châssis camions ;
- 621R châssis et carrosserie autobus.

Un grand nombre de camions Fiat 621L ont été saisis et utilisés par les troupes nazies de la Wehrmacht durant la Seconde Guerre mondiale. La production dans l'usine polonaise s'est arrêtée lorsque les troupes nazies ont envahi la Pologne et détruit l'usine.

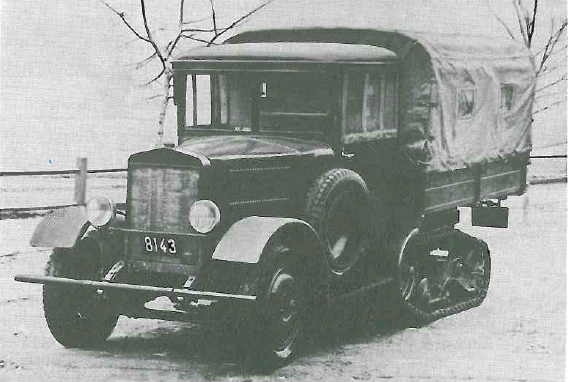
Un half-track WZ4.

En 1934, l'armée polonaise chargea PZinz d'étudier et fabriquer une version half-track sur la base du Fiat Polski 621 nommé WZ4 et C4P.

## Version autobus Fiat-Polski 621 R
L'usine a également produit, sur la base du châssis modifié du Fiat-Polski 621, un autobus baptisé Polski-Fiat 621 R, produit à 2 800 exemplaires.

## Données techniques Polski-Fiat 621 L
- Châssis cabine.
- Moteur: Fiat 122B (PZLN. 367), 6 cylindres en ligne, 4 temps, 2 952 cm3 (78 × 103 mm), compression : 5,1: 1, 50 ch.
- Boîte de vitesses à 4 rapports avec réducteur.
- Suspensions : essieu avant directeur guidé, amortisseurs hydrauliques ; pont arrière guidé.
- Freins : tambours sur 4 roues et frein manuel.
- Pneus polonais Stomil 9,00 × 20 ", jumelés sur essieu arrière.
- Longueur/largeur/hauteur : 5 780/2 070/2 620 mm.
- Empattement : 3 650 mm.
- Charge utile : 2 350 kg, poids à vide : 1 655 kg.
- Vitesse : 55 km/h.